# Aú sem mão
Aú sem mão, espressione in lingua portoghese che tradotta significa "ruota senza mani", è un movimento acrobatico della capoeira.
Come il nome suggerisce, è essenzialmente una ruota (nella Capoeira "Aú"), simile a quella della ginnastica artistica, eseguita però senza poggiare le mani per terra, slanciando le gambe in un movimento circolare sopra il corpo e la testa.
In alcuni gruppi di Capoeira si fa distinzione fra "Aú sem mão", eseguita frontalmente, e la "Estrela" o "Estrelinha" che si esegue lateralmente.  